# Timmy Simons
Timmy Simons (Diest, 11 dicembre 1976) è un allenatore di calcio ed ex calciatore belga, di ruolo difensore o centrocampista, tecnico del Westerlo.
Nella sua lunga carriera ha collezionato più di mille presenze.

## Carriera

### Club
Cresciuto nelle giovanili del Diest, face le sue prime 3 apparizioni nella seconda divisione belga nel campionato 1994-1995. Nel 2002 vinse la Scarpa d'oro belga, premio per il miglior giocatore del campionato.

### Nazionale
Dal 2001 al 2013 ha fatto parte della nazionale belga.
Il 13 novembre 2016 ha fatto la sua 94ª (e ultima) apparizione col Belgio in occasione della vittoria per 8-1 contro l'Estonia rilevando nel finale Axel Witsel, divenendo così (all'età di 39 anni e 11 mesi) il giocatore più vecchio nella storia della selezione belga.

### Dopo il ritiro
Il 1º giugno 2018, poco tempo dopo la fine della sua carriera professionistica, diviene vice allenatore del Club Bruges.

## Statistiche

### Presenze e reti nei club
Statistiche aggiornate al termine della carriera da calciatore.
| Stagione           | Squadra            | Campionato         | Campionato | Campionato | Coppe nazionali | Coppe nazionali | Coppe nazionali | Coppe continentali | Coppe continentali | Coppe continentali | Altre coppe | Altre coppe | Altre coppe | Totale | Totale |
| Stagione           | Squadra            | Comp               | Pres       | Reti       | Comp            | Pres            | Reti            | Comp               | Pres               | Reti               | Comp        | Pres        | Reti        | Pres   | Reti   |
| ------------------ | ------------------ | ------------------ | ---------- | ---------- | --------------- | --------------- | --------------- | ------------------ | ------------------ | ------------------ | ----------- | ----------- | ----------- | ------ | ------ |
| 1994-1995          | Diest              | TK                 | 3          | 0          | CB              | 0               | 0               | -                  | -                  | -                  | -           | -           | -           | 3      | 0      |
| 1995-1996          | Diest              | TK                 | 20         | 0          | CB              | 1               | 0               | -                  | -                  | -                  | -           | -           | -           | 21     | 0      |
| 1996-1997          | Diest              | DK                 | 29         | 2          | CB              | 1               | 1               | -                  | -                  | -                  | -           | -           | -           | 30     | 3      |
| 1997-1998          | Diest              | DK                 | 30         | 0          | CB              | 4               | 0               | -                  | -                  | -                  | -           | -           | -           | 34     | 0      |
| Totale Diest       | Totale Diest       | Totale Diest       | 82         | 2          |                 | 6               | 1               |                    | -                  | -                  |             | -           | -           | 88     | 3      |
| 1998-1999          | Lommel             | D1                 | 33         | 1          | CB              | 2               | 0               | Int                | 4                  | 0                  | -           | -           | -           | 39     | 1      |
| 1999-2000          | Lommel             | D1                 | 32         | 4          | CB              | 2               | 0               | -                  | -                  | -                  | -           | -           | -           | 34     | 4      |
| Totale Lommel      | Totale Lommel      | Totale Lommel      | 65         | 5          |                 | 4               | 0               |                    | 4                  | 0                  |             | -           | -           | 73     | 5      |
| 2000-2001          | Club Brugge        | D1                 | 34         | 2          | CB              | 1               | 1               | CU                 | 8                  | 1                  | -           | -           | -           | 43     | 4      |
| 2001-2002          | Club Brugge        | D1                 | 34         | 3          | CB              | 6               | 0               | CU                 | 8                  | 1                  | -           | -           | -           | 48     | 4      |
| 2002-2003          | Club Brugge        | D1                 | 33         | 7          | CB              | 3               | 0               | UCL+CU             | 10+2               | 2+0                | SB          | 0           | 0           | 48     | 9      |
| 2003-2004          | Club Brugge        | D1                 | 33         | 4          | CB              | 7               | 0               | UCL+CU             | 8+4                | 0                  | SB          | 1           | 0           | 53     | 4      |
| 2004-2005          | Club Brugge        | D1                 | 29         | 7          | CB              | 5               | 1               | UCL+CU             | 4+5                | 0+1                | SB          | 1           | 0           | 44     | 9      |
| 2005-2006          | PSV                | ED                 | 32         | 2          | CO              | 4               | 1               | UCL                | 8                  | 0                  | SO          | 1           | 0           | 45     | 3      |
| 2006-2007          | PSV                | ED                 | 34         | 5          | CO              | 3               | 3               | UCL                | 10                 | 1                  | SO          | 1           | 0           | 48     | 9      |
| 2007-2008          | PSV                | ED                 | 33         | 4          | CO              | 1               | 0               | UCL+CU             | 5+6                | 0+1                | SO          | 1           | 0           | 46     | 5      |
| 2008-2009          | PSV                | ED                 | 34         | 3          | CO              | 1               | 0               | UCL                | 6                  | 0                  | SO          | 1           | 0           | 42     | 3      |
| 2009-2010          | PSV                | ED                 | 25         | 0          | CO              | 3               | 0               | UEL                | 9                  | 1                  | -           | -           | -           | 37     | 1      |
| Totale PSV         | Totale PSV         | Totale PSV         | 158        | 14         |                 | 12              | 4               |                    | 44                 | 3                  |             | 4           | 0           | 218    | 21     |
| 2010-2011          | Norimberga         | BL                 | 34         | 2          | CG              | 4               | 3               | -                  | -                  | -                  | -           | -           | -           | 38     | 5      |
| 2011-2012          | Norimberga         | BL                 | 34         | 4          | CG              | 3               | 0               | -                  | -                  | -                  | -           | -           | -           | 37     | 4      |
| 2012-2013          | Norimberga         | BL                 | 34         | 5          | CG              | 1               | 0               | -                  | -                  | -                  | -           | -           | -           | 35     | 5      |
| Totale Norimberga  | Totale Norimberga  | Totale Norimberga  | 102        | 11         |                 | 8               | 3               |                    | -                  | -                  |             | -           | -           | 110    | 14     |
| 2013-2014          | Club Bruges        | D1                 | 29+9       | 7+0        | CB              | 2               | 0               | UEL                | 2                  | 0                  | -           | -           | -           | 42     | 7      |
| 2014-2015          | Club Bruges        | D1                 | 30+10      | 7+0        | CB              | 6               | 0               | UEL                | 16                 | 0                  | -           | -           | -           | 62     | 7      |
| 2015-2016          | Club Bruges        | D1                 | 24+10      | 1+1        | CB              | 6               | 0               | UCL+UEL            | 3+5                | 0                  | SB          | 1           | 0           | 49     | 2      |
| 2016-2017          | Club Bruges        | D1                 | 27+8       | 0+0        | CB              | 1               | 0               | UCL                | 4                  | 0                  | SB          | 1           | 0           | 41     | 0      |
| 2017-2018          | Club Bruges        | D1                 | 8          | 0          | CB              | -               | -               | UEL                | 1                  | 0                  | -           | -           | -           | 9      | 0      |
| Totale Club Bruges | Totale Club Bruges | Totale Club Bruges | 281+37     | 38+1       |                 | 37              | 2               |                    | 80                 | 5                  |             | 4           | 0           | 439    | 46     |
| Totale carriera    | Totale carriera    | Totale carriera    | 725        | 71         |                 | 67              | 10              |                    | 128                | 8                  |             | 8           | 0           | 928    | 89     |

### Cronologia presenze e reti in nazionale
| Cronologia completa delle presenze e delle reti in nazionale ― Belgio | Cronologia completa delle presenze e delle reti in nazionale ― Belgio | Cronologia completa delle presenze e delle reti in nazionale ― Belgio | Cronologia completa delle presenze e delle reti in nazionale ― Belgio | Cronologia completa delle presenze e delle reti in nazionale ― Belgio | Cronologia completa delle presenze e delle reti in nazionale ― Belgio | Cronologia completa delle presenze e delle reti in nazionale ― Belgio | Cronologia completa delle presenze e delle reti in nazionale ― Belgio |
| Data                                                                  | Città                                                                 | In casa                                                               | Risultato                                                             | Ospiti                                                                | Competizione                                                          | Reti                                                                  | Note                                                                  |
| --------------------------------------------------------------------- | --------------------------------------------------------------------- | --------------------------------------------------------------------- | --------------------------------------------------------------------- | --------------------------------------------------------------------- | --------------------------------------------------------------------- | --------------------------------------------------------------------- | --------------------------------------------------------------------- |
| 25-4-2001                                                             | Praga                                                                 | Rep. Ceca                                                             | 1 – 1                                                                 | Belgio                                                                | Amichevole                                                            | -                                                                     |                                                                       |
| 2-6-2001                                                              | Bruxelles                                                             | Belgio                                                                | 3 – 1                                                                 | Lettonia                                                              | Qual. Mondiali 2002                                                   | -                                                                     |                                                                       |
| 15-8-2001                                                             | Helsinki                                                              | Finlandia                                                             | 4 – 1                                                                 | Belgio                                                                | Amichevole                                                            | -                                                                     | 42’                                                                   |
| 5-9-2001                                                              | Bruxelles                                                             | Belgio                                                                | 2 – 0                                                                 | Scozia                                                                | Qual. Mondiali 2002                                                   | -                                                                     | 81’                                                                   |
| 10-11-2001                                                            | Bruxelles                                                             | Belgio                                                                | 1 – 0                                                                 | Rep. Ceca                                                             | Qual. Mondiali 2002                                                   | -                                                                     |                                                                       |
| 14-11-2001                                                            | Praga                                                                 | Rep. Ceca                                                             | 0 – 1                                                                 | Belgio                                                                | Qual. Mondiali 2002                                                   | -                                                                     |                                                                       |
| 13-2-2002                                                             | Bruxelles                                                             | Belgio                                                                | 1 – 0                                                                 | Norvegia                                                              | Amichevole                                                            | -                                                                     | 46’                                                                   |
| 27-3-2002                                                             | Patrasso                                                              | Grecia                                                                | 3 – 2                                                                 | Belgio                                                                | Amichevole                                                            | -                                                                     | 46’                                                                   |
| 17-4-2002                                                             | Bruxelles                                                             | Belgio                                                                | 1 – 1                                                                 | Slovacchia                                                            | Amichevole                                                            | -                                                                     | 22’                                                                   |
| 14-5-2002                                                             | Bruxelles                                                             | Belgio                                                                | 0 – 0                                                                 | Algeria                                                               | Amichevole                                                            | -                                                                     | 46’                                                                   |
| 18-5-2002                                                             | Saint-Denis                                                           | Francia                                                               | 1 – 2                                                                 | Belgio                                                                | Amichevole                                                            | -                                                                     | 75’                                                                   |
| 26-5-2002                                                             | Kumamoto                                                              | Belgio                                                                | 1 – 0                                                                 | Costa Rica                                                            | Amichevole                                                            | -                                                                     |                                                                       |
| 4-6-2002                                                              | Saitama                                                               | Giappone                                                              | 2 – 2                                                                 | Belgio                                                                | Mondiali 2002 - 1º turno                                              | -                                                                     |                                                                       |
| 10-6-2002                                                             | Ōita                                                                  | Tunisia                                                               | 1 – 1                                                                 | Belgio                                                                | Mondiali 2002 - 1º turno                                              | -                                                                     | 74’                                                                   |
| 14-6-2002                                                             | Fukuroi                                                               | Belgio                                                                | 3 – 2                                                                 | Russia                                                                | Mondiali 2002 - 1º turno                                              | -                                                                     | 78’                                                                   |
| 17-6-2002                                                             | Kōbe                                                                  | Brasile                                                               | 2 – 0                                                                 | Belgio                                                                | Mondiali 2002 - Ottavi di finale                                      | -                                                                     |                                                                       |
| 21-8-2002                                                             | Stettino                                                              | Polonia                                                               | 1 – 1                                                                 | Belgio                                                                | Amichevole                                                            | -                                                                     | 74’                                                                   |
| 7-9-2002                                                              | Bruxelles                                                             | Belgio                                                                | 0 – 2                                                                 | Bulgaria                                                              | Qual. Euro 2004                                                       | -                                                                     |                                                                       |
| 12-10-2002                                                            | Andorra la Vella                                                      | Andorra                                                               | 0 – 1                                                                 | Belgio                                                                | Qual. Euro 2004                                                       | -                                                                     |                                                                       |
| 16-10-2002                                                            | Tallinn                                                               | Estonia                                                               | 0 – 1                                                                 | Belgio                                                                | Qual. Euro 2004                                                       | -                                                                     |                                                                       |
| 12-2-2003                                                             | Annaba                                                                | Algeria                                                               | 1 – 3                                                                 | Belgio                                                                | Amichevole                                                            | -                                                                     |                                                                       |
| 29-3-2003                                                             | Zagabria                                                              | Croazia                                                               | 4 – 0                                                                 | Belgio                                                                | Qual. Euro 2004                                                       | -                                                                     |                                                                       |
| 30-4-2003                                                             | Bruxelles                                                             | Belgio                                                                | 3 – 1                                                                 | Polonia                                                               | Amichevole                                                            | -                                                                     |                                                                       |
| 7-6-2003                                                              | Sofia                                                                 | Bulgaria                                                              | 2 – 2                                                                 | Belgio                                                                | Qual. Euro 2004                                                       | -                                                                     |                                                                       |
| 11-6-2003                                                             | Gand                                                                  | Belgio                                                                | 3 – 0                                                                 | Andorra                                                               | Qual. Euro 2004                                                       | -                                                                     |                                                                       |
| 20-8-2003                                                             | Bruxelles                                                             | Belgio                                                                | 1 – 1                                                                 | Paesi Bassi                                                           | Amichevole                                                            | -                                                                     |                                                                       |
| 10-9-2003                                                             | Bruxelles                                                             | Belgio                                                                | 2 – 1                                                                 | Croazia                                                               | Qual. Euro 2004                                                       | -                                                                     |                                                                       |
| 11-10-2003                                                            | Liegi                                                                 | Belgio                                                                | 2 – 0                                                                 | Estonia                                                               | Qual. Euro 2004                                                       | -                                                                     |                                                                       |
| 18-2-2004                                                             | Bruxelles                                                             | Belgio                                                                | 0 – 2                                                                 | Francia                                                               | Amichevole                                                            | -                                                                     |                                                                       |
| 28-4-2004                                                             | Bruxelles                                                             | Belgio                                                                | 2 – 3                                                                 | Turchia                                                               | Amichevole                                                            | -                                                                     |                                                                       |
| 29-5-2004                                                             | Bruxelles                                                             | Paesi Bassi                                                           | 0 – 1                                                                 | Belgio                                                                | Amichevole                                                            | -                                                                     |                                                                       |
| 18-8-2004                                                             | Oslo                                                                  | Norvegia                                                              | 2 – 2                                                                 | Belgio                                                                | Amichevole                                                            | -                                                                     |                                                                       |
| 4-9-2004                                                              | Charleroi                                                             | Belgio                                                                | 1 – 1                                                                 | Lituania                                                              | Qual. Mondiali 2006                                                   | -                                                                     |                                                                       |
| 17-11-2004                                                            | Bruxelles                                                             | Belgio                                                                | 0 – 2                                                                 | Serbia e Montenegro                                                   | Qual. Mondiali 2006                                                   | -                                                                     | cap.                                                                  |
| 9-2-2005                                                              | il Cairo                                                              | Egitto                                                                | 4 – 0                                                                 | Belgio                                                                | Amichevole                                                            | -                                                                     | cap.                                                                  |
| 26-3-2005                                                             | Bruxelles                                                             | Belgio                                                                | 4 – 1                                                                 | Bosnia ed Erzegovina                                                  | Qual. Mondiali 2006                                                   | -                                                                     | cap.                                                                  |
| 30-3-2005                                                             | Serravalle                                                            | San Marino                                                            | 1 – 2                                                                 | Belgio                                                                | Qual. Mondiali 2006                                                   | 1                                                                     | cap.                                                                  |
| 17-8-2005                                                             | Bruxelles                                                             | Belgio                                                                | 2 – 0                                                                 | Grecia                                                                | Amichevole                                                            | -                                                                     | cap.                                                                  |
| 3-9-2005                                                              | Zenica                                                                | Bosnia ed Erzegovina                                                  | 1 – 0                                                                 | Belgio                                                                | Qual. Mondiali 2006                                                   | -                                                                     | cap.                                                                  |
| 7-9-2005                                                              | Anversa                                                               | Belgio                                                                | 8 – 0                                                                 | San Marino                                                            | Qual. Mondiali 2006                                                   | 1                                                                     |                                                                       |
| 8-10-2005                                                             | Bruxelles                                                             | Belgio                                                                | 0 – 2                                                                 | Spagna                                                                | Qual. Mondiali 2006                                                   | -                                                                     | 39’                                                                   |
| 12-10-2005                                                            | Vilnius                                                               | Lituania                                                              | 1 – 1                                                                 | Belgio                                                                | Qual. Mondiali 2006                                                   | -                                                                     |                                                                       |
| 1-3-2006                                                              | Lussemburgo                                                           | Lussemburgo                                                           | 0 – 2                                                                 | Belgio                                                                | Amichevole                                                            | -                                                                     | cap.                                                                  |
| 11-5-2006                                                             | Sittard                                                               | Arabia Saudita                                                        | 1 – 2                                                                 | Belgio                                                                | Amichevole                                                            | -                                                                     | cap.                                                                  |
| 20-5-2006                                                             | Trnava                                                                | Slovacchia                                                            | 1 – 1                                                                 | Belgio                                                                | Amichevole                                                            | -                                                                     | cap. 73’                                                              |
| 24-5-2006                                                             | Genk                                                                  | Belgio                                                                | 3 – 3                                                                 | Turchia                                                               | Amichevole                                                            | -                                                                     | cap.                                                                  |
| 16-8-2006                                                             | Bruxelles                                                             | Belgio                                                                | 0 – 0                                                                 | Kazakistan                                                            | Qual. Euro 2008                                                       | -                                                                     | cap.                                                                  |
| 6-9-2006                                                              | Erevan                                                                | Armenia                                                               | 0 – 1                                                                 | Belgio                                                                | Qual. Euro 2008                                                       | -                                                                     | cap.                                                                  |
| 7-10-2006                                                             | Belgrado                                                              | Serbia                                                                | 1 – 0                                                                 | Belgio                                                                | Qual. Euro 2008                                                       | -                                                                     | cap. 86’                                                              |
| 11-10-2006                                                            | Anderlecht                                                            | Belgio                                                                | 3 – 0                                                                 | Azerbaigian                                                           | Qual. Euro 2008                                                       | 1                                                                     | cap.                                                                  |
| 15-11-2006                                                            | Bruxelles                                                             | Belgio                                                                | 0 – 1                                                                 | Polonia                                                               | Qual. Euro 2008                                                       | -                                                                     | cap. 88’                                                              |
| 7-2-2007                                                              | Bruxelles                                                             | Belgio                                                                | 0 – 2                                                                 | Rep. Ceca                                                             | Amichevole                                                            | -                                                                     | 35’                                                                   |
| 2-6-2007                                                              | Bruxelles                                                             | Belgio                                                                | 1 – 2                                                                 | Portogallo                                                            | Qual. Euro 2008                                                       | -                                                                     | cap.                                                                  |
| 6-6-2007                                                              | Helsinki                                                              | Finlandia                                                             | 2 – 0                                                                 | Belgio                                                                | Qual. Euro 2008                                                       | -                                                                     | cap.                                                                  |
| 22-8-2007                                                             | Bruxelles                                                             | Belgio                                                                | 3 – 2                                                                 | Serbia                                                                | Qual. Euro 2008                                                       | -                                                                     | cap.                                                                  |
| 12-9-2007                                                             | Almaty                                                                | Kazakistan                                                            | 2 – 2                                                                 | Belgio                                                                | Qual. Euro 2008                                                       | -                                                                     | cap.                                                                  |
| 13-10-2007                                                            | Bruxelles                                                             | Belgio                                                                | 0 – 0                                                                 | Finlandia                                                             | Qual. Euro 2008                                                       | -                                                                     | cap.                                                                  |
| 17-10-2007                                                            | Bruxelles                                                             | Belgio                                                                | 3 – 0                                                                 | Armenia                                                               | Qual. Euro 2008                                                       | -                                                                     | cap.                                                                  |
| 26-3-2008                                                             | Bruxelles                                                             | Belgio                                                                | 1 – 4                                                                 | Marocco                                                               | Amichevole                                                            | -                                                                     | cap. 48’                                                              |
| 30-5-2008                                                             | Firenze                                                               | Italia                                                                | 3 – 1                                                                 | Belgio                                                                | Amichevole                                                            | -                                                                     | cap.                                                                  |
| 20-8-2008                                                             | Norimberga                                                            | Germania                                                              | 2 – 0                                                                 | Belgio                                                                | Amichevole                                                            | -                                                                     | cap.                                                                  |
| 6-9-2008                                                              | Liegi                                                                 | Belgio                                                                | 3 – 2                                                                 | Estonia                                                               | Qual. Mondiali 2010                                                   | -                                                                     | cap.                                                                  |
| 10-9-2008                                                             | Istanbul                                                              | Turchia                                                               | 1 – 1                                                                 | Belgio                                                                | Qual. Mondiali 2010                                                   | -                                                                     | cap.                                                                  |
| 11-10-2008                                                            | Bruxelles                                                             | Belgio                                                                | 2 – 0                                                                 | Armenia                                                               | Qual. Mondiali 2010                                                   | -                                                                     | cap.                                                                  |
| 15-10-2008                                                            | Bruxelles                                                             | Belgio                                                                | 1 – 2                                                                 | Spagna                                                                | Qual. Mondiali 2010                                                   | -                                                                     | cap. 31’                                                              |
| 19-11-2008                                                            | Lussemburgo                                                           | Lussemburgo                                                           | 1 – 1                                                                 | Belgio                                                                | Amichevole                                                            | -                                                                     | cap. 67’                                                              |
| 11-2-2009                                                             | Genk                                                                  | Belgio                                                                | 2 – 0                                                                 | Slovenia                                                              | Amichevole                                                            | -                                                                     | cap.                                                                  |
| 28-3-2009                                                             | Genk                                                                  | Belgio                                                                | 2 – 4                                                                 | Bosnia ed Erzegovina                                                  | Qual. Mondiali 2010                                                   | -                                                                     | cap.                                                                  |
| 1-4-2009                                                              | Zenica                                                                | Bosnia ed Erzegovina                                                  | 2 – 1                                                                 | Belgio                                                                | Qual. Mondiali 2010                                                   | -                                                                     | cap.                                                                  |
| 29-5-2009                                                             | Bruxelles                                                             | Belgio                                                                | 1 – 1                                                                 | Cile                                                                  | Amichevole                                                            | -                                                                     | cap.                                                                  |
| 31-5-2009                                                             | Tokyo                                                                 | Giappone                                                              | 4 – 0                                                                 | Belgio                                                                | Amichevole                                                            | -                                                                     | cap.                                                                  |
| 12-8-2009                                                             | Teplice                                                               | Rep. Ceca                                                             | 3 – 1                                                                 | Belgio                                                                | Amichevole                                                            | -                                                                     | cap.                                                                  |
| 5-9-2009                                                              | La Coruña                                                             | Spagna                                                                | 5 – 0                                                                 | Belgio                                                                | Qual. Mondiali 2010                                                   | -                                                                     | cap.                                                                  |
| 9-9-2009                                                              | Erevan                                                                | Armenia                                                               | 2 – 1                                                                 | Belgio                                                                | Qual. Mondiali 2010                                                   | -                                                                     | cap. 58’                                                              |
| 3-9-2010                                                              | Bruxelles                                                             | Belgio                                                                | 0 – 1                                                                 | Germania                                                              | Qual. Euro 2012                                                       | -                                                                     |                                                                       |
| 7-9-2010                                                              | Istanbul                                                              | Turchia                                                               | 3 – 2                                                                 | Belgio                                                                | Qual. Euro 2012                                                       | -                                                                     |                                                                       |
| 8-10-2010                                                             | Astana                                                                | Kazakistan                                                            | 0 – 2                                                                 | Belgio                                                                | Qual. Euro 2012                                                       | -                                                                     |                                                                       |
| 12-10-2010                                                            | Bruxelles                                                             | Belgio                                                                | 4 – 4                                                                 | Austria                                                               | Qual. Euro 2012                                                       | -                                                                     | 64’ 73’                                                               |
| 17-11-2010                                                            | Voronež                                                               | Russia                                                                | 0 – 2                                                                 | Belgio                                                                | Amichevole                                                            | -                                                                     |                                                                       |
| 9-2-2011                                                              | Gand                                                                  | Belgio                                                                | 1 – 1                                                                 | Finlandia                                                             | Amichevole                                                            | -                                                                     |                                                                       |
| 25-3-2011                                                             | Vienna                                                                | Austria                                                               | 0 – 2                                                                 | Belgio                                                                | Qual. Euro 2012                                                       | -                                                                     |                                                                       |
| 29-3-2011                                                             | Bruxelles                                                             | Belgio                                                                | 4 – 1                                                                 | Azerbaigian                                                           | Qual. Euro 2012                                                       | 1                                                                     |                                                                       |
| 3-6-2011                                                              | Bruxelles                                                             | Belgio                                                                | 1 – 1                                                                 | Turchia                                                               | Qual. Euro 2012                                                       | -                                                                     |                                                                       |
| 10-8-2011                                                             | Celje                                                                 | Slovenia                                                              | 0 – 0                                                                 | Belgio                                                                | Amichevole                                                            | -                                                                     |                                                                       |
| 2-9-2011                                                              | Baku                                                                  | Azerbaigian                                                           | 1 – 1                                                                 | Belgio                                                                | Qual. Euro 2012                                                       | 1                                                                     |                                                                       |
| 6-9-2011                                                              | Bruxelles                                                             | Belgio                                                                | 1 – 0                                                                 | Stati Uniti                                                           | Amichevole                                                            | -                                                                     |                                                                       |
| 7-10-2011                                                             | Bruxelles                                                             | Belgio                                                                | 4 – 1                                                                 | Kazakistan                                                            | Qual. Euro 2012                                                       | 1                                                                     | 75’                                                                   |
| 11-10-2011                                                            | Düsseldorf                                                            | Germania                                                              | 3 – 1                                                                 | Belgio                                                                | Qual. Euro 2012                                                       | -                                                                     |                                                                       |
| 15-11-2011                                                            | Saint-Denis                                                           | Francia                                                               | 0 – 0                                                                 | Belgio                                                                | Amichevole                                                            | -                                                                     | 21’                                                                   |
| 25-5-2012                                                             | Bruxelles                                                             | Belgio                                                                | 2 – 2                                                                 | Montenegro                                                            | Amichevole                                                            | -                                                                     | 46’                                                                   |
| 2-6-2012                                                              | Londra                                                                | Inghilterra                                                           | 1 – 0                                                                 | Belgio                                                                | Amichevole                                                            | -                                                                     |                                                                       |
| 6-2-2013                                                              | Bruges                                                                | Belgio                                                                | 2 – 1                                                                 | Slovacchia                                                            | Amichevole                                                            | -                                                                     | 86’                                                                   |
| 29-5-2013                                                             | Cleveland                                                             | Stati Uniti                                                           | 2 – 4                                                                 | Belgio                                                                | Amichevole                                                            | -                                                                     | 77’ 78’                                                               |
| 13-11-2016                                                            | Bruxelles                                                             | Belgio                                                                | 8 – 1                                                                 | Estonia                                                               | Qual. Mondiali 2018                                                   | -                                                                     | 88’                                                                   |
| Totale                                                                |                                                                       | Presenze                                                              | 94                                                                    |                                                                       | Reti                                                                  | 6                                                                     |                                                                       |

## Palmarès

### Giocatore

#### Club
- Coppa del Belgio: 3

Club Bruges: 2001-2002, 2003-2004, 2014-2015
- Supercoppa del Belgio: 4

Club Bruges: 2002, 2003, 2004, 2016
- Campionato belga: 4

Club Bruges: 2002-2003, 2004-2005, 2015-2016, 2017-2018
- Campionato olandese: 3

PSV: 2005-2006, 2006-2007, 2007-2008
- Supercoppa dei Paesi Bassi: 1

PSV: 2008

#### Individuale
- Calciatore belga dell'anno: 1

2002